# Baleka Mbete
Baleka Mbete, född 24 september 1949 i Durban, är en sydafrikansk apartheidmotståndare och politiker. 
Baleka Mbete var vicepresident i Sydafrika från september 2008 till maj 2009. Hon blev då andra kvinnan på posten, efter Phumzile Mlambo-Ngcuka. Mbete var även talman i Sydafrikas nationalförsamling från 2004 till 2008 och igen från 2014 till 2019. Hon valdes till nationalförsamlingen för det socialdemokratiska partiet African National Congress i det första valet efter apartheid 1994, och satt kvar till 2019. Mellan 2007 och 2017 var hon även ordförande för ANC och hon satt i partiledningen mellan 1994 och 2022.
Under apartheid var Mbete var aktiv i motståndsrörelsen Black Consciousness Movement. I början av 1976 fängslades hon till följd av sin aktivism och efter frisläppandet valde hon att gå i exil till Swaziland. Hon arbetade sedan för ANC i exil från Tanzania, Kenya, Botswana, Zimbabwe och Zambia innan hon återvände till Sydafrika 1990.